# Cremastobombycia ambrosiaeella
Cremastobombycia ambrosiaeella là một loài bướm đêm thuộc họ Gracillariidae. Loài này có ở Québec và Hoa Kỳ (Illinois, Kentucky, Texas, Maine và New York).
Sải cánh dài 5.5-6.5 mm.
Ấu trùng ăn Ambrosia species (bao gồm Ambrosia artemisiifolia và Ambrosia trifida), Helianthus species (bao gồm Helianthus giganteus), Heterotera squarrosa, Ridania alternifolia và Verbesina species (bao gồm Verbesina alternifolia). Chúng ăn lá nơi chúng làm tổ.